# 이예준 (1991년)
이예준(1991년 6월 27일 ~)은 대한민국의 트로트 가수다. 2011년 싱글 《First Single Hong Kong》으로 데뷔했다.

## 학력
- 리라아트고등학교 실용음악과
- 단국대학교 연극영화학부

## 방송
- 전국노래자랑 (2010) - 경기 부천시 편 최우수상, 연말결선 대상
- 최애 엔터테인먼트 (2020) - 1차 탈락
- 트로트의 민족 (2020) - Top34
- 헬로트로트 (2021) - Top42(33위)
- 미스터트롯2 - 새로운 전설의 시작 (2022) - Top40(34위)

## 음반
- First Single Hong Kong (2011)
- 누나면 어때 (2014)

## 수상
- 전국 동아리한마당 대상 (국무총리상) (2008)
- 전국 SAC 락 페스티벌 대상 (문체부장관상)
- 진주 남강 축제 대상
- 서울 유스 페스티벌 대상